# Letschi Alchasurowitsch Kurbanow

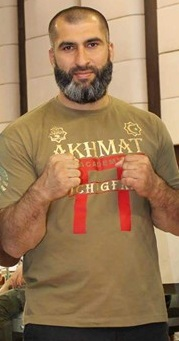
Letschi Alchasurowitsch Kurbanow, 2016

Letschi Alchasurowitsch Kurbanow (russisch Лечи Алхазурович Курбанов, in englischer Transkription Lechi Kurbanov; * 9. April 1978 in Gudermes) ist ein tschetschenischer bzw. russischer Kampfsportler.
Sein Kampfstil ist Kyokushin.

## Erfolge
- 3rd World Weight Tournament (IKO 1) 2005 – 2.
- 8th World Tournament (IKO 1) 2003 – 5.
- All Japan Weight Tournament (IKO 1) 2002 – Sieger
- Americas Cup 2002 – 2.
- European Championships (IKO 1) 2001 – Sieger
- European Championships (IKO 1) 1999 – 3.
- European Cup 2002 – Sieger
- Russian Open 2002 – 2.
- 2nd World Team Cup 2002 – 2.

Bemerkung: Bei den Turnieren vor 2002 startete er noch im Schwergewicht. Außerdem hat Kurbanow am 30. Mai 2004 einen Vergleichskampf bestritten, bei dem er als Vertreter des Ichigeki-Kyokushin-Stils gegen einen K-1-Kämpfer antrat. Er besiegte den 1,95 m großen und 152 kg schweren Big Fam (Kurbanow: 1,80 m, 95 kg) nach einer Minute durch KO.